# Rhyacophila simulatrix
Rhyacophila simulatrix är en nattsländeart som beskrevs av Mclachlan 1879. Rhyacophila simulatrix ingår i släktet Rhyacophila och familjen rovnattsländor. Utöver nominatformen finns också underarten R. s. vinconi.